# 山ゆり号
山ゆり号（やまゆりごう）は、神奈川県川崎市麻生区（一部多摩区）の百合ヶ丘駅周辺（高石地区）で運行されているコミュニティバス。2011年（平成23年）9月1日より本格運行を開始。川崎市内では初のコミュニティバスである。
地域住民団体「山ゆり交通事業運営委員会」が主導して計画を進め、川崎市の協力を受け、川崎市多摩区に本社を置く運送業者の高橋商事が運行している。

## 概要
多摩丘陵の高台に開発された新興住宅地である百合ヶ丘地区には急坂が多く、住民の高齢化に伴いコミュニティバスの運行が求められるようになった。そして、百合ヶ丘駅南側の高台にある住宅地を結ぶ、地域住民主体のコミュニティバスとして「山ゆり号」の運行が実現した。
道路運送法第4条による乗合バスとしてで運行されており、住民専用ではなく誰でも乗車できる。
なお「山ゆり」は神奈川県の県花でもあり、百合ヶ丘地区の地名にもかけている。

## 沿革
- 2011年（平成23年）
  - 6月20日 - 「山ゆり号」の試行運行開始に伴い、同日付で高橋商事が乗合バス事業に参入[5]。
  - 9月1日 - 「山ゆり号」が本格運行へ移行[2]。生田病院駐車場にて出発式を開催[3]。
- 2012年（平成24年）4月2日 - ダイヤ改正。復路のみ2回増便、スーパー三和経由便を2往復減便。
- 2021年（令和3年）5月11日 - コロナ禍の影響により、同日より火曜日・水曜日の運行を休止[1]。
- 2022年（令和4年）8月9日 - 同日より火曜日の運行を再開[1]。
- 2023年（令和5年）
  - 4月3日 - 運賃改定、大人・小人運賃ともに20円値上げ[1][2]。
  - 9月4日 - ダイヤ改正、スーパー三和経由便を増便[2]。これは百合ヶ丘駅前の商業施設閉店に伴い、地域住民から買い物が不便になるとして要望を受けての増便である[6]。

## 運行事業者
試験運行時から一貫して、株式会社高橋商事が運行している。
高橋商事は、1986年（昭和61年）11月1日に「高橋ロケーションサービス」としてロケーション撮影用の車両業務を開始、1991年（平成3年）1月22日には「有限会社ティーエルエス」を設立して劇用車の受注も開始した。これは高橋商事の本社付近に、日本テレビ生田スタジオがあったことから事業開始したものである。
その後、1995年（平成7年）11月9日付で株式会社高橋商事を設立、一般貨物運送事業の許可を受けて業務を開始した。1999年（平成11年）11月30日には貸切バス事業を開始、2004年（平成16年）5月14日には多摩川対岸の東京都稲城市に多摩営業所を開設した。そして「山ゆり号」の試験運行開始に伴い、2011年（平成23年）6月20日付で乗合バス事業に参入した。
2011年9月1日の「山ゆり号」本格運行開始に続き、同年11月10日からは多摩区長尾台地区のコミュニティバス「あじさい号」の運行実験を開始、2014年（平成26年）12月13日より本格運行へ移行し、引き続き運行を担当している。

## 運賃
- 運賃は均一制で、大人320円、小人120円[1][4]。
  - 2023年の運賃改定前は、大人300円、小人100円であった。
- 障害者割引があり、各種障害者手帳提示で100円引きとなる。大人障害者は220円、小人障害者は無料[1][4]。
  - 小人障害者運賃は、2023年運賃改定前の無料に据え置かれた。
- 高齢者割引があり、市が発行する「川崎市高齢者外出支援乗車事業 内容確認票」の提示で、大人障害者と同様に100円引きとなる[1][4]。
- 地域主体で運行を支えるため「サポーター登録者」を募集しており、サポーターになると運賃が200円引き（小人は無料）となる[1][4]。
- 川崎市が発行する高齢者フリーパスは利用不可。
- 運賃支払は現金のみで、PASMO・Suicaなどの交通系ICカードは利用不可。
- 回数乗車券・定期乗車券は発売されていない。

## 路線
水曜日および、土休日は運休となる。かつては平日は毎日運行していたが、コロナ禍による利用者減少で火曜日と水曜日が運休となり、2024年6月時点でも水曜日は運休が続いている。
基本的には百合ヶ丘駅を起終点とする1本の循環路線だが、時間帯により経路が異なり、区間便も存在するため、以下のとおり複数の系統に分かれる。
団地循環（三和経由）
- 百合ヶ丘駅 - スーパー三和[注釈 1] - 高石五丁目 - 生田病院 - 高石団地前[注釈 2] - 新百合ヶ丘駅

団地循環（三和非経由）
- 百合ヶ丘駅 - 高石五丁目 - 生田病院 - 高石団地前 - 新百合ヶ丘駅
  - 経路西端のスーパー三和・サンラフレ百合ヶ丘前停留所を経由しない。

生田病院 - 百合ヶ丘駅
- 生田病院 - 高石団地前 - 新百合ヶ丘駅
  - 団地循環（三和非経由）の区間便。

## 車両
経路に狭隘路があるため、ワンボックスカーを使用する。
現行車両
- 日産・NV350キャラバン（定員13名、2台）
  - リフトがないため車椅子では乗車できない[4]。ベビーカーは折り畳んで乗車する[4]。

初代車両
- 日産・キャラバン（定員9名、2台）
  - 試行運行時は標準ルーフ車を使用していたが、本運行時からハイルーフ車へ変更された。

### 車両設備
- 車内放送は音声合成式のものを使用している。
- 車内表示器は液晶モニターで、路線図と次停留所が表示され、鉄道車両で採用しているようなタイプのものを使用している。